# Nuits de Fourvière
Le Nuits de Fourvière (in italiano Le notti di Fourvière) è un festival con spettacoli di teatro, circo, musica, danza e cinematografici.
Il festival si svolge ogni estate dal 1946 al teatro antico di Fourvière e dal 1952 all'Odeon di Lione e nel V arrondissement vicino alla basilica di Notre-Dame de Fourvière.
Il festival è stato gestito inizialmente dal casinò di Charbonnières-les-Bains e dall'inizio degli anni '90 dal dipartimento del Rodano. Da gennaio 2005 è gestito dalla Metropoli di Lione.
È tradizione che gli spettatori, per mostrare il loro apprezzamento, lancino i cuscini del sedile verso il palco alla fine dello spettacolo.